# Арис (река)
Арис (на казахски: Арыс өзені; на руски: Арыс) е река протичаща по територията на Южен Казахстан (Южноказахстанска област), десен приток на Сърдаря. Дължина 378 km. Площ на водосборния басейн 14 900 km².
Река Арис води началото си от крайните северозападни склонове на хребета Таласки Алатау (Северозападен Тяншан), на 2440 m н.в.. Тече в западна посока, а след град Арис – в северозападна. Влива се отдясно в река Сърдаря, на около 10 km западно от село Шаулдер, на 193 m н.в.. Ширината на коритото в средното ѝ течение е 40 – 50 m, а на заливната тераса 1,5 – 2 km. Основни притоци: леви – Жабаглису, Даулбаба, Аксу, Шубарсу, Бадам и др.; десни – Кулан, Жиланди, Кайиршакти, Караунгур, Саръбулак, Котирган, Боролдай и др. Има снежно-дъждовно подхранване. Среден годишен отток при град Арис 46,6 km³/s с максимум през април и минимум през август. Водите ѝ основно се използват за напояване. В района на село Темирлановка надясно от нея се отделя големия Арис-Туркестански напоителен канал. По бреговете ѝ са разположени град Арис и селата районни центрове Турар Рискулов, Темирлановка и Шаулдер.

## Топографска карта
- К-42-А М 1:500000[2]
- К-42-Б М 1:500000[3]